# Iucunda sane
Iucunda sane − trzecia encyklika papieża Piusa X sygnowana datą 12 marca 1904. Encyklika została wydana z okazji 1300-lecia śmierci papieża św. Grzegorza Wielkiego.